# Caprice Revue

Caprice Revue est un hebdomadaire artistique publié à Liège par l'imprimeur Auguste Bénard du 3 décembre 1887 au 11 mai 1889.

## Historique
La revue voit le jour cinq années après les premiers numéros de l'hebdomadaire français La revue illustrée du Chat Noir, et en est directement inspirée.
Le rédacteur en chef est Georges Marc, puis à partir du no 18 il est remplacé par Maurice Siville, qui est alors co-directeur de la revue littéraire La Wallonie.
La revue qui parait le samedi, publie des billets d’humeur, des nouvelles, des poèmes, des critiques musicales et théatrales, des chroniques mondaines.
La quatrième de couverture est régulièrement illustrée de planches de jeunes artistes liégeois qui collaborent également avec l'imprimerie d'Auguste Bénard : Émile Berchmans, Auguste Donnay, Ernest Marneffe et Armand Rassenfosse.
Ces histoires en images réalisées par de jeunes auteurs manquant parfois de maturité graphique, constituent les prémices de la bande dessinée belge au XIXe siècle.

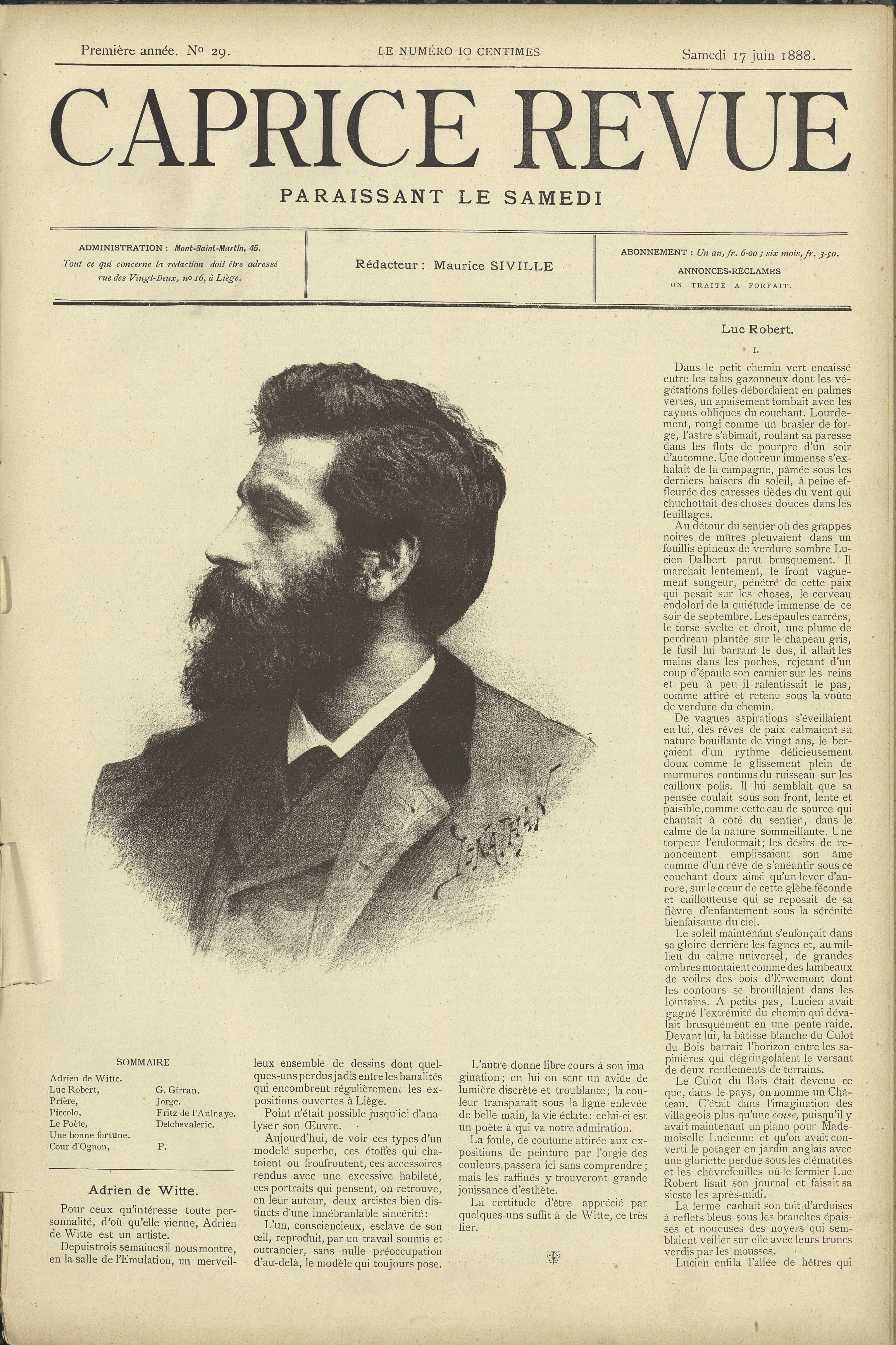
Première page de Caprice Revue nº29 du 17 juin 1888.
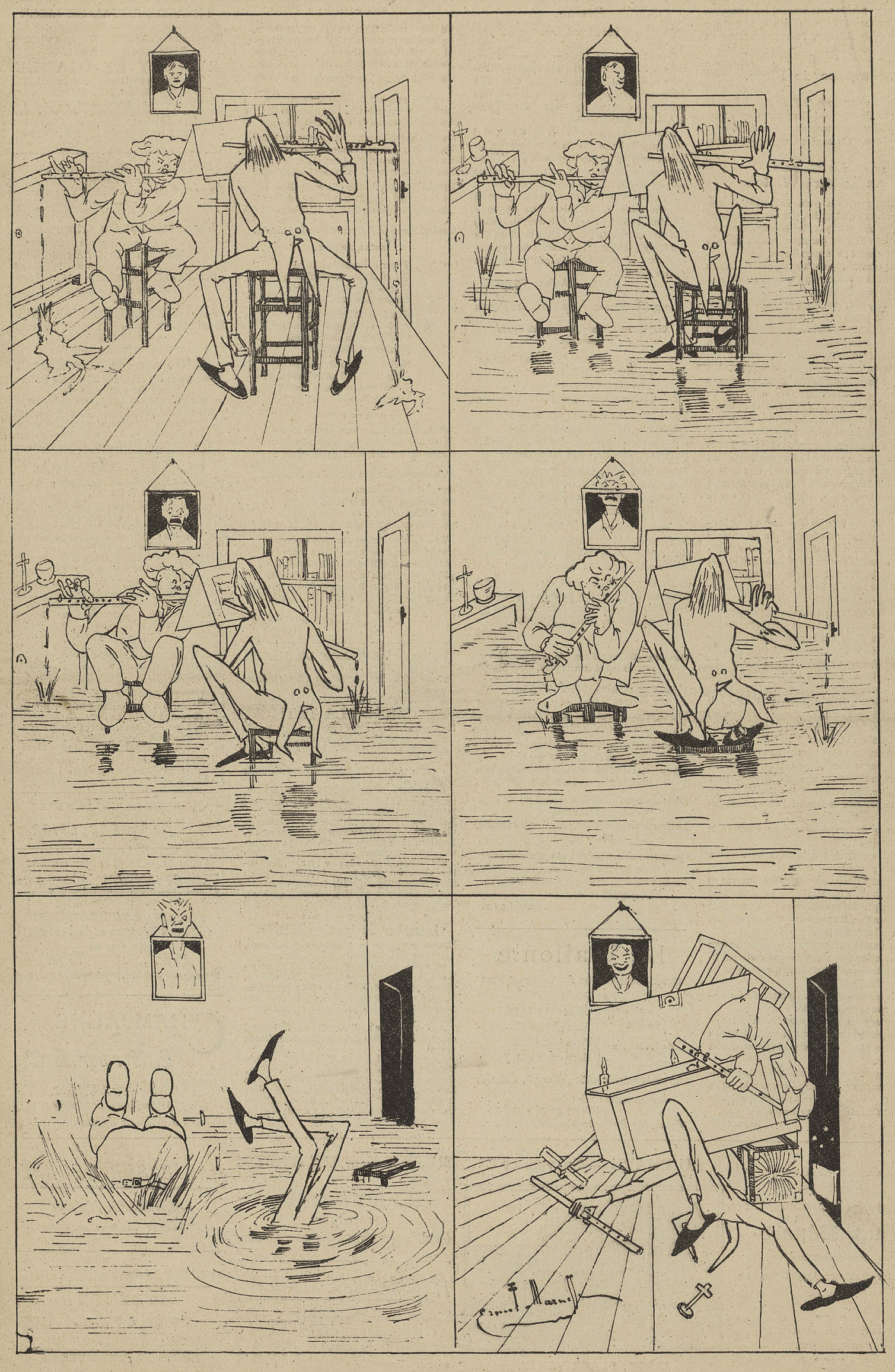
Caprice Revue n°6 du 7 janvier 1888, 4ème page illustrée par Ernest Marneffe.
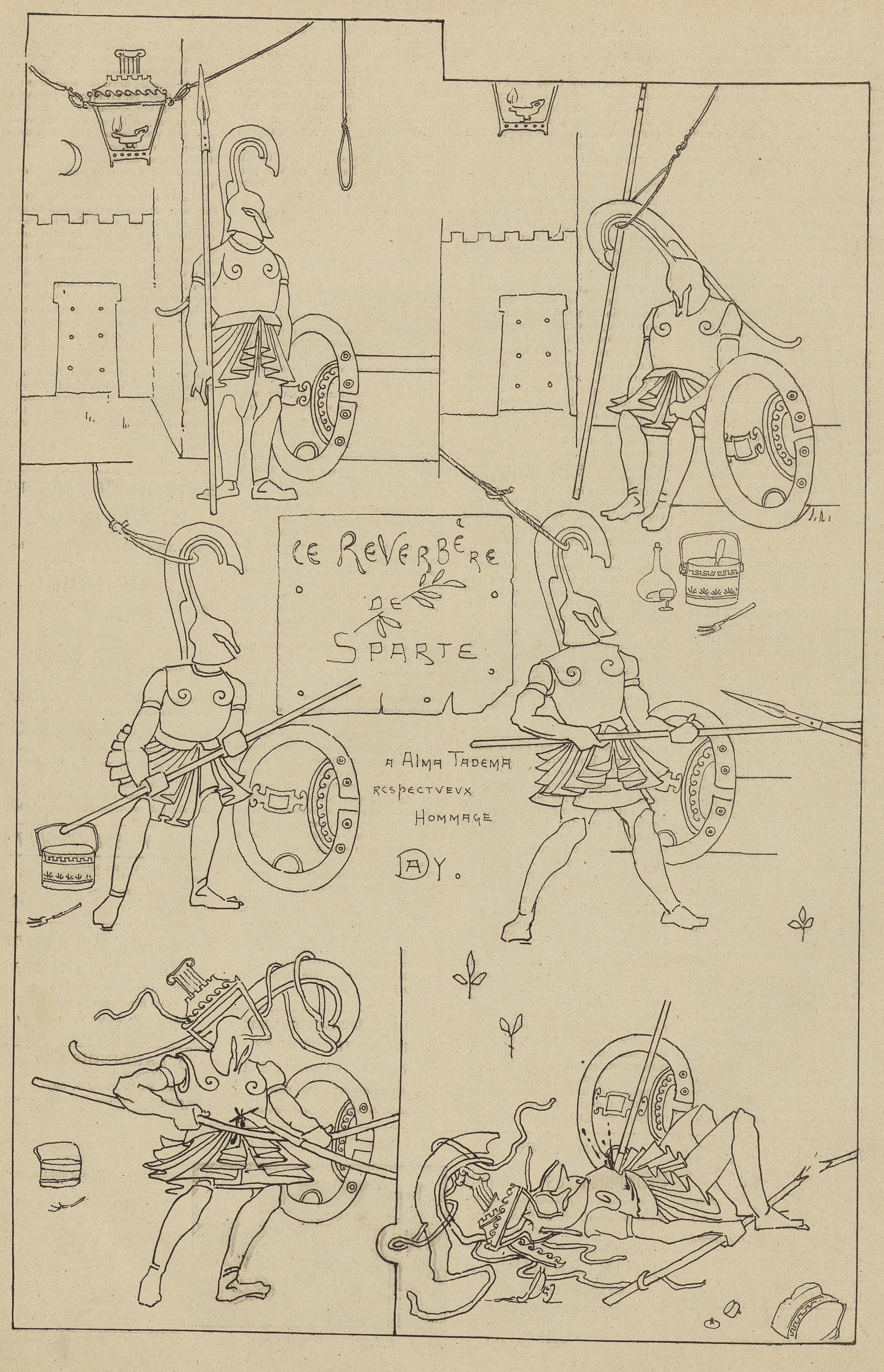
Caprice Revue n° 22 du 28 avril 1888, 4ème page illustrée par Auguste Donnay.
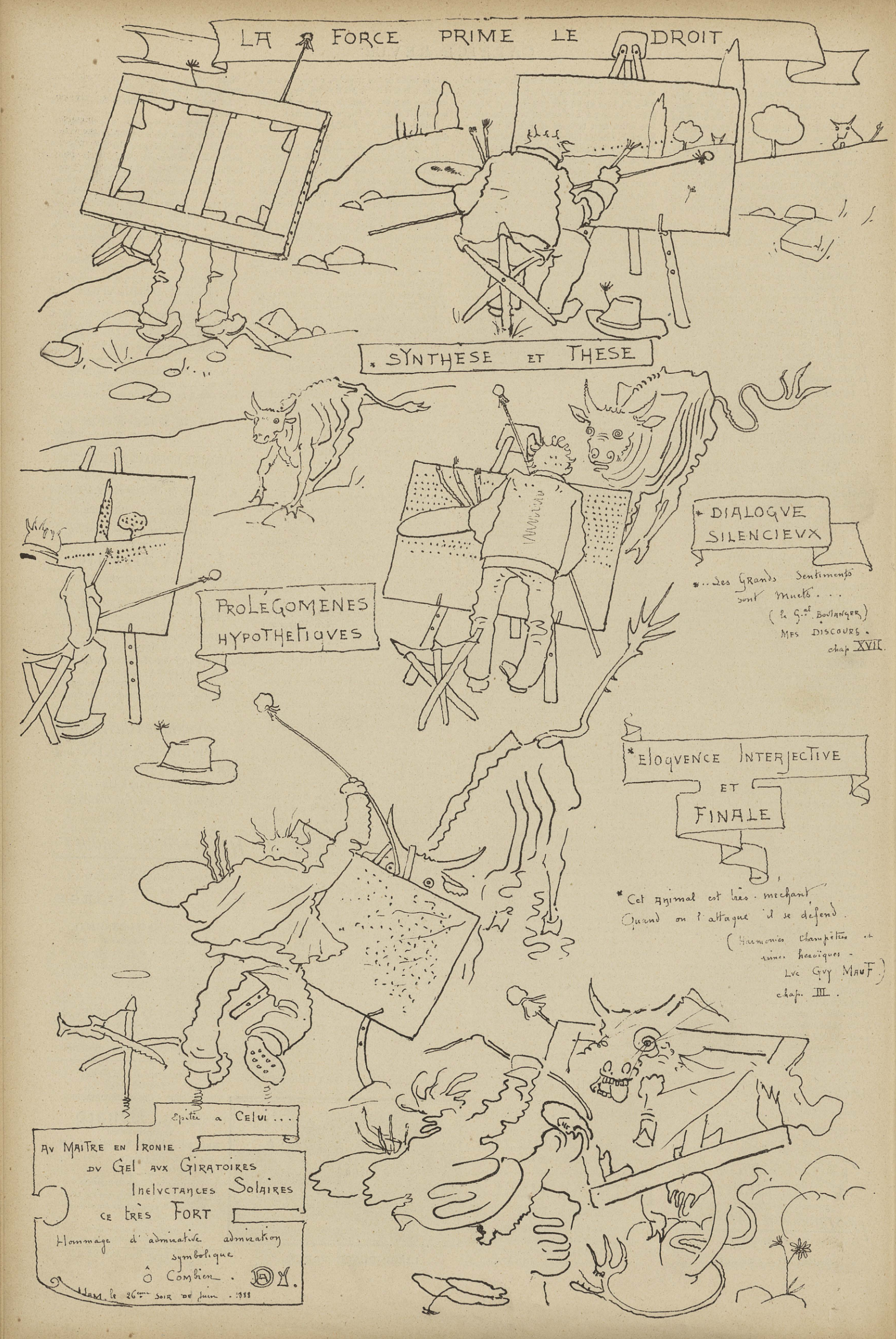
Caprice Revue n° 31 du 30 juin 1888.